# El mismo amor, la misma lluvia
El mismo amor, la misma lluvia es una película argentina dirigida por Juan José Campanella, que se estrenó el 16 de septiembre de 1999. Protagonizada por Ricardo Darín y Soledad Villamil. Coprotagonizada por Eduardo Blanco, Graciela Tenembaum, Mariana Richaudeau, Magela Zanotta y Rodrigo de la Serna. También, contó con las actuaciones especiales de Alfonso de Grazia, Alicia Zanca y el primer actor Ulises Dumont. Y la participación de Daniel Marcove como actor invitado.

## Argumento
Jorge (Ricardo Darín), de 28 años, es la joven promesa de la literatura argentina, aunque en realidad vive de los cuentos románticos que escribe para una revista de actualidad. Una noche conoce a Laura (Soledad Villamil), una soñadora camarera que sigue esperando el regreso de su novio, un artista que está montando una exposición en Uruguay y del que no tiene noticias desde hace meses. Laura y Jorge se convierten en pareja, y ella convencida de que Jorge posee un gran talento se empeña en que escriba literatura "de verdad". Pero la convivencia entre ellos se deteriora y su relación acaba en ruptura. A lo largo de casi dos décadas, descubriremos las alegrías, las ilusiones, las desilusiones y la esperanza de estos dos personajes y su entorno, narrados con humor, emoción, grandes dosis de ironía y una pizca de sarcasmo.

## Reparto
- Ricardo Darín como Jorge Pellegrini.
- Soledad Villamil como Laura Ramallo.
- Ulises Dumont como Márquez.
- Eduardo Blanco como Roberto.
- Alfonso de Grazia como Mastronardi.
- Alicia Zanca como Sonia.
- Graciela Tenembaum como Marita.
- Magela Zanotta como Mauge.
- Mariana Richaudeau como Leticia.
- Rodrigo de la Serna como Micky.
- Melina González como Pepa.
- Alejandro Buzzoni como Sebastián.
- David Masajnik como Manlio Caldosini.
- Celina Zambón como Carola.
- Inés Baum como Directora de la redacción.
- Ramiro Vayo como Asistente del teatro.
- Jorge Nolasco como actor de Teatro.
- Hernán Alix como actor de Teatro.

## Premios

### Asociación de Cronistas Cinematográficos de la Argentina
| Categoría                 | Persona                               | Resultado |
| ------------------------- | ------------------------------------- | --------- |
| Mejor película            | El mismo amor, la misma lluvia        | Ganadora  |
| Mejor director            | Juan José Campanella                  | Ganador   |
| Mejor actor               | Ricardo Darín                         | Ganador   |
| Mejor actriz              | Soledad Villamil                      | Ganadora  |
| Mejor actor de reparto    | Eduardo Blanco                        | Ganador   |
| Mejor actor de reparto    | Ulises Dumont                         | Nominado  |
| Mejor actor revelación    | Eduardo Blanco                        | Nominado  |
| Mejor actriz revelación   | Graciela Tenenbaum                    | Nominado  |
| Mejor montaje             | Camilo Antolini                       | Nominado  |
| Mejor guion original      | Fernando Castets Juan José Campanella | Ganadores |
| Mejor fotografía          | Daniel Shulman                        | Ganador   |
| Mejor dirección artística | María Julia Bertotto                  | Ganador   |
| Mejor música              | Emilio Kauderer                       | Nominado  |

- Datos: Q3415869